# Betty Wilson
Pour les articles homonymes, voir Elizabeth Wilson (homonymie) et Wilson.
Elizabeth Rebecca Wilson, dite Betty Wilson, est une joueuse de cricket internationale australienne née le 21 novembre 1921 à Abbotsford et morte le 22 janvier 2010. Elle débute à l'âge de 16 ans dans l'équipe du Victoria et dispute son premier test-match avec la sélection australienne en 1948. Elle prend part à la dernière de ses 11 rencontres à ce niveau en 1958. Joueuse polyvalente, elle est la première personne, hommes et femmes confondus, à réaliser un century et à prendre au moins dix guichets dans un même match dans ce format. Elle est admise au temple de la renommée de l'ICC en 2015.

## Biographie

### Jeunesse
Betty Wilson naît le 21 novembre 1921 à Melbourne à Abbotsford. Elle est la deuxième des quatre enfants d'un fabricant de chaussures et d'une mère au foyer. Enfant, elle apprend à jouer au cricket dans la rue, un lampadaire servant de guichet. En 1932, alors qu'elle regarde s'entraîner le Collingwood Women's Cricket Club, sa manière de poursuivre et renvoyer la balle lorsque celle-ci arrive jusqu'au bord du terrain attire l'attention des joueuses. Elle débute avec le club quelques jours plus tard, jouant avec des adultes alors qu'elle n'a que dix ans. Trois ans plus tard, elle rejoint le Clarendon Women's Cricket Club. Elle est sélectionnée avec l'équipe junior du Victoria à 14 ans et, à 16 ans, débute avec l'équipe sénior.

### Carrière internationale
Elle débute en équipe nationale en 1948, année de son premier test-match, à l'âge de 26 ans. Les rencontres sont rares à ce niveau à cette époque : d'une part, la Seconde Guerre mondiale a interrompu le cricket international, et d'autre part, seules trois équipes s'affrontent à ce niveau. Elle participe à la tournée en Nouvelle-Zélande qui voit les Australiennes vaincre leurs homologues néo-zélandaises par une manche d'écart au Basin Reserve de Wellington. Wilson y réalise un score individuel de 90 courses à la batte et prend 10 guichets. Son deuxième test-match est le premier d'une série de trois disputés à domicile contre l'Angleterre début 1949. Au cours de cette partie jouée à l'Adelaide Oval, elle prend neuf guichets auxquels s'ajoute un score de 111 courses qui fait d'elle la première Australienne à réaliser un century contre les Anglaises. Sa deuxième tournée à l'étranger se déroule en 1951, en Angleterre cette-fois. Elle réussit un score de 81 courses lors du premier test-match de la série. Au cours d'une partie contre le Yorkshire, elle marque un century en seulement 75 minutes, marquant la course qui permet aux Australiennes de gagner sur le dernier lancer de la partie. En 14 matchs joués sur le sol britannique cette année-là, elle accumule 571 courses et 57 guichets. Elle s'installe en Angleterre à la suite de ce voyage et y reste près de trois ans.
Faute de rencontres internationales, il lui faut attendre la saison 1957 avant de disputer son test-match suivant. Il s'agit d'une rencontre contre la Nouvelle-Zélande. Début 1958, elle affronte à nouveau les Anglaises, à domicile cette fois. Au cours du deuxième test-match de la série, au St Kilda Cricket Ground, les Australiennes sont en difficulté après n'avoir marqué qu'un total de 38 courses dans leur première manche. Menées par Betty Wilson, les locales répliquent en restreignant le score anglais à 35 courses. Wilson prend sept des dix guichets anglais, ne concédant que sept courses et réalisant au passage le premier coup du chapeau de l'histoire du cricket féminin à ce niveau. Dans la seconde manche australienne, elle marque 100 courses. Dans la seconde manche anglaise, prend quatre guichets de plus. Elle devient la première personne de l'histoire, hommes et femmes confondus, à réussir un century et à éliminer au moins dix adversaires au cours d'un même test-match. À 37 ans, elle décide de prendre sa retraite internationale à l'issue de la série.

### Vie privée et dernières années
Betty Wilson exerce le métier de secrétaire durant ses années actives. Fiancée, elle fait repousser deux fois son mariage pour pouvoir jouer avec l'équipe d'Australie, la première fois au cours de sa première tournée, en Nouvelle-Zélande, en 1948, la seconde lorsque l'équipe d'Angleterre est en visite en Australie en 1948-1949. Alors que se prépare la tournée en Angleterre en 1951 et un troisième report, son fiancé met fin à leur relation. Elle reste célibataire le reste de sa vie, considérant par ailleurs que fonder une famille l'empêcherait de consacrer autant de temps qu'elle le voudrait au cricket. Elle continue d'assister à des matchs après sa carrière, à s'intéresser au cricket féminin et pratique le boulingrin au cours des dernières années de sa vie. Elle meurt le 22 janvier 2010, à l'âge de 88 ans.

## Bilan sportif
Betty Wilson dispute 11 test-matchs avec l'équipe d'Australie entre 1948 et 1958. Elle y totalise 862 courses à la moyenne à la batte de 57,46 et 68 guichets à la moyenne de 11,8. Cette deuxième moyenne est la meilleure de l'histoire des test-matchs féminins parmi les joueuses ayant effectué au moins 1000 lancers. Au cours d'une partie contre l'Angleterre, elle devient la première personne, hommes et femmes confondus, à réaliser un century et à prendre au moins dix guichets en un match à ce niveau. Elle est la première joueuse à réussir un coup du chapeau à ce niveau, toujours au cours de la même rencontre, et la seule jusqu'à ce que Shaiza Khan de l'équipe du Pakistan fasse de même en 2004. Sa performance totale au lancer durant cette partie, 11 guichets pour 16 courses concédées, est la meilleure en test-matchs féminins jusqu'à ce qu'elle soit battue en 2004 par Shaiza Khan.

## Style
Betty Wilson est une joueuse polyvalente. À une époque où le cricket féminin est totalement amateur et où les joueuses s'entraînent une fois par semaine, elle se prépare quotidiennement.

## Honneurs
Betty Wilson est la première joueuse de cricket admise au Temple de la renommée du sport australien (Australian Sporting Hall of Fame). En 1985, la compétition nationale australienne de cricket féminin pour les joueuses de moins de 21 ans est renommée Betty Wilson Shield. Elle est désignée en 2014 comme l'une des cinq meilleures joueuses de l'histoire du cricket féminin par le Wisden Cricketers' Almanack, avec Enid Bakewell, Belinda Clark, Cathryn Fitzpatrick et Mithali Raj. Au cours de sa carrière, ses performances à la batte lui valent le surnom de « female Bradman ». Elle est admise au temple de la renommée de l'ICC en 2015.